# Парга
Па́рга (греч. Πάργα) — курортный город на северо-западе Греции, на побережье Ионического моря. Исторический центр общины Парга в периферийной единице Превеза в периферии Эпир. Население 2088 человек по переписи 2011 года.
Расположен в 65 км от аэропорта Актион, в летние месяцы паром связывает его с близлежащими островами Пакси, Андипакси и Керкира (Корфу).

## История
Парга, известная уже с начала XIII века, была построена на вершине горы Пезоволо. В 1360 году жители Парги, чтобы избежать нападений со стороны албанцев, перенесли город на его нынешнее место. А впоследствии, с помощью нормандцев, живших на острове Корфу, построили свою крепость.
В 1798—1799 годах, во время Средиземноморского похода Ушакова, Парга, как и вся Ионическая республика, находилась под фактическим протекторатом России.
Парга была единственным свободным христианским городом Эпира и стала убежищем для преследуемых христиан. Город был "продан" османам англичанами в 1819 году за 150 тысяч фунтов стерлингов плохого, турецкого качества (поскольку значительную часть суммы Али-паша не смог выплатить в британской монете, и выплатил в уценённых турецких деньгах), соответствовавших 142 тысячам фунтов стерлингов хорошего качества, или 666666 талиров (средства от "продажи" были полностью предоставлены грекам, бежавшим на английских кораблях из Парги, за вычетом некоторых расходов, связанных например с работой комиссии по оценке компенсаций, доставкой греков из Парги на Керкиру на британском фригате (только одно это было оценено в 1400 фунтов стерлингов) и с их там пребыванием за общественный счёт (например, раздача хлеба беженцам британскими властями была оценена примерно в 300 талиров - талир же стоил примерно 2:9 от фунта стерлинга); суммарно была удержана британскими властями на свои расходы пятая часть суммы "компенсаций"), за два года до начала Освободительной войны Греции. Считается, что суммы "компенсаций", выплаченных паргиотам, были совершенно недостаточными и заниженными (об этом пишут буквально все авторы, которые касались вопроса передачи Парги Али-паше, включая и самих англичан). Как бы то ни было, фунт стерлингов образца 1819 года к сегодняшнему дню уценился более чем в 110 раз - то есть 4 тысячи постоянных жителей Парги, или имевших в Парге недвижимость (например дачные участки) постоянных жителей Ионических островов, в среднем получили в качестве компенсации за то, что покинули родной город и за свою брошенную недвижимость (дома, загородные особняки, поля, сады и общественные здания типа церквей), свыше 28 тогдашних фунтов стерлингов на человека (что соответствует современным порядка 3100 фунтам стерлингов).
Главная городская достопримечательность — руины венецианской крепости.
Уроженцем Парги является Паргалы Ибрагим-паша — знаменитый великий визирь Османской Империи.

## Сообщество Парга
Сообщество Парга (Κοινότητα Πάργας) создано в 1919 году (ΦΕΚ 181Α). В сообщество Парга входят шесть населённых пунктов. Население 2415 человек по переписи 2011 года. Площадь 14,478 км².
| Наименование     | Население (2011), человек |
| ---------------- | ------------------------- |
| Айия-Кириаки     | 237                       |
| Айос-Еорьос      | 49                        |
| Марас            | 24                        |
| Панайия (остров) | 0                         |
| Парга            | 2088                      |
| Хрисойяли        | 17                        |

## Население
| Год  | Население, человек |
| ---- | ------------------ |
| 1991 | 1767               |
| 2001 | 2022               |
| 2011 | ↗ 2088             |